# Ninshubur

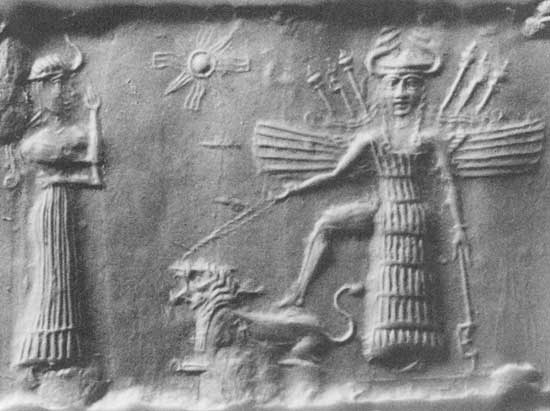
Ninshubur (izquierda) junto a Innana (derecha), en un relieve de un sello acadio.

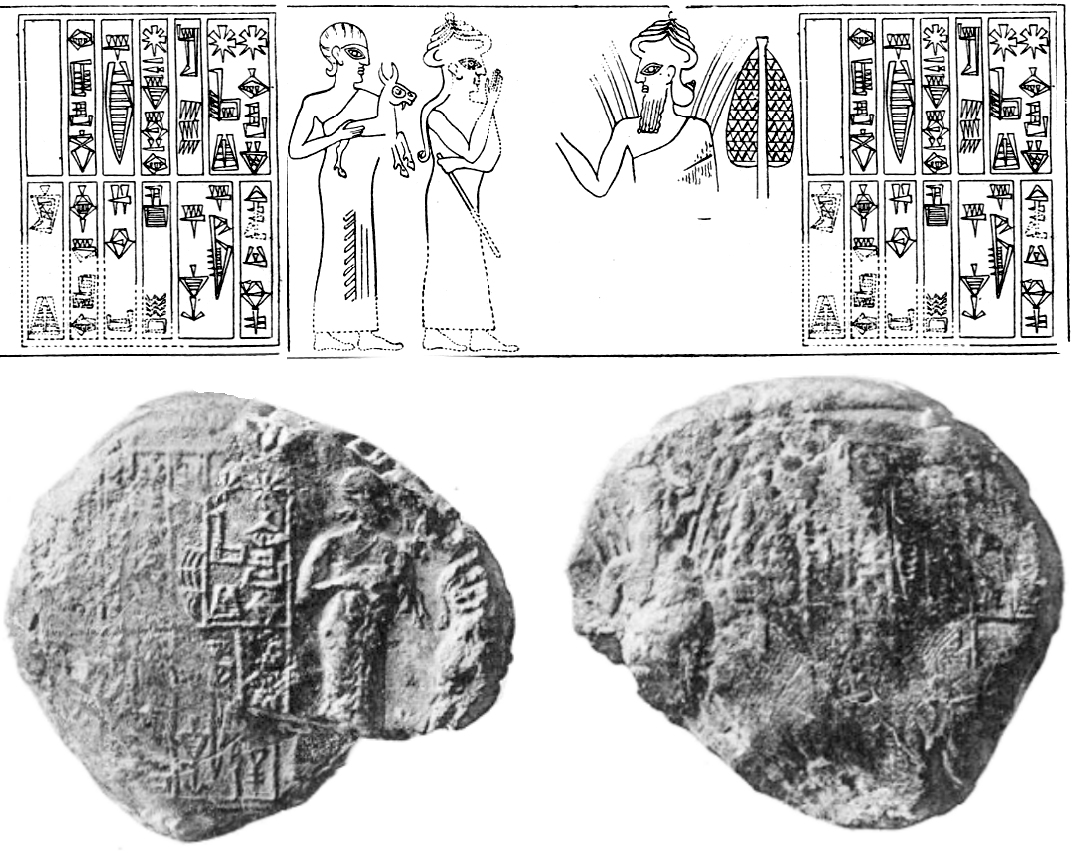
Sello de Lugal-ushumgal como servidor de Naram-Sin, posiblemente representando a Ninshubur.

Ninshubur, Ninshubar, Nincubura o Ninšubur, en la mitología sumeria, era la diosa sukkal (visir) de la diosa Inanna. 
Diosa por derecho propio, su nombre se puede traducir como 'Reina de Oriente', y de ella se decía que era mensajera y viajera de otros dioses. Puesto que Inanna se asociaba al planeta Venus, Ninshubur se asociaba a Mercurio ya que Venus y Mercurio aparecen juntos en el cielo.
Ninshubur acompañó a Inanna como su sirvienta y amiga durante muchas de sus hazañas. Ayudó a Inanna a luchar contra los demones de Enki después del robo de Inanna de los sagrados me. Más tarde, cuando Inanna decide descender al mundo de los muertos, encarga a Ninshubur una serie de instrucciones para que si no regresara en tres días, debería contactar con los dioses Enlil, o si no, Nana o si no, Enki. Al quedar atrapada en el Inframundo, sería por tanto, Ninshubur quien rogaría finalmente a Enki para la liberación de su señora, que con la suciedad acumulada en sus uñas crearía dos seres asexuados, que podían entrar y salir del reino de los muertos, entregándoles la "Planta" y el "Agua de la vida", con los que revivieron a Inanna. 
A Ninshubur se la describe como virgen soltera, pero en algunos registros se la considera uno de los amantes de Inanna. En la posterior mitología acadia, Ninshubur era un hombre. En "Un himno a Nergal" aparece como el visir del inframundo.
Debido a la creencia de que podía interceder ante deidades de mayor rango, Ninshubur era popular en la religión cotidiana, y se conocen muchos nombres teofóricos que la invocan y otras referencias a su culto personal. Su centro de culto original fue Akkil, pero en el Período Dinástico Arcaico ya era venerada en la cercana Uruk. También se introdujo en el panteón del estado de Lagash, donde su centro de culto era Girsu. Varios reyes de esta zona la consideraban su deidad personal. En el periodo Ur III también fue introducida en Ur. Otras ciudades donde se veneraba a Ninshubur eran Adab, Nippur y Malgium, entre otras.
Debido a las similitudes con Hermes, algunos estudiosos piensan que éste se ha basado en determinadas características de Ninshubur.